# س. غوران أندرسون
س. غورَان أندرسون (بالسويدية: Göran Andersson)‏ هو فيزيائي سويدي، ولد في 1951 في مالمو في السويد.